# 하명중
하명중(河明中, 1947년 5월 14일~)은 대한민국의 영화 감독 겸 배우이다.

## 생애
진주 하씨 시랑공파이다. 경상남도 부산시 출생이다. 한국외국어대학교 독어학과 출신인 그는 1964년 연극배우 첫 데뷔에 이어 이듬해 1965년 KBS 5기 공채 탤런트로 연예계에 입문하였다. 이듬 해, 드라마 <다리>에 출연하며 큰 인기를 얻고, 1966년에 <한많은 대동강>으로 영화 출연 데뷔하며, 때마침 한국에 머물러 있던 쇼브라더스의 대표 란란쇼(邵逸夫)에게 발탁되어 홍콩으로 건너가 본명인 하명종(河明鐘) 대신 하명중(河明中)이라는 예명으로 활동했다. 이 때, 서증굉(徐增宏) 감독의 <12금전표>(1969)에 출연하고, 1969년에는 이사하라 신타로의 『태양의 계절(太陽の季節)』을 원작으로 하여 일본의 도호 영화사와 홍콩의 쇼브라더스가 공동기획 중이던 리메이크작에 캐스팅되기도 하나 국적 문제로 해외활동을 접고 한국에 귀국했다고 한다. 한국에 귀국한 후, <울지도 못합니다>(1969)를 시작으로 1980년대 초반까지 많은 영화에 출연했다. 1983년 <엑스>로 감독 데뷔하며 대종상 신인감독상 수상, 그 다음 해 <땡볕>(1984)으로 베를린 영화제 경쟁부문에 초청받으며, 제23회 대종상 영화제에서 5개 부문에 걸쳐 수상했다.

## 작품

### 영화 출연
- 1966년 한많은 대동강
- 1969년 12금전표
- 1969년 울지도 못합니다
- 1970년 할아버지는 멋쟁이
- 1972년 화분
- 1972년 의사 안중근
- 1973년 특별수사본부 배태옥사건
- 1973년 몸 전체로 사랑을
- 1973년 마음은 푸른 하늘
- 1974년 수절
- 1974년 호기심
- 1974년 환녀
- 1974년 2박3일
- 1974년 나상
- 1975년 나는 어떡하라고
- 1975년 빛은 어디에
- 1975년 불꽃
- 1975년 타인의 숨결
- 1976년 발가락이 닮았다
- 1976년 독수리전선
- 1976년 고교얄개
- 1977년 고교 우량아
- 1977년 고교결전 자! 지금부터야
- 1977년 얄개행진곡
- 1977년 벽속의 두사람
- 1977년 한네의 승천
- 1978년 꽃순이를 아시나요
- 1978년 호반의 메아리
- 1978년 나는 77번 아가씨
- 1978년 사랑방 손님과 어머니
- 1979년 족보
- 1979년 휘청거리는 오후
- 1979년 우리는 밤차를 탔읍니다
- 1979년 꽃띠여자(12월32일생)
- 1979년 사랑이 깊어질 때
- 1979년 터질듯한 이 가슴을
- 1979년 26X365=0
- 1979년 아침에 퇴근하는 여자
- 1980년 깃발없는 기수
- 1980년 느미
- 1980년 휴가받은 여자
- 1980년 갑자기 불꽃처럼
- 1980년 우산속의 세여자
- 1980년 최후의 증인
- 1981년 사람의 아들
- 1982년 정부
- 1982년 밤의 천국
- 1982년 애마부인
- 1982년 타인의 둥지
- 1982년 여자와 비
- 1982년 탄야
- 1984년 땡볕
- 1991년 혼자도는 바람개비
- 2007년 어머니는 죽지 않는다

### 영화 감독
- 1983년 엑스
- 1984년 땡볕
- 1986년 태
- 1990년 혼자도는 바람개비
- 2007년 어머니는 죽지 않는다
- 2010년 주문진

### 영화 각본
- 1983년 엑스
- 1990년 혼자도는 바람개비
- 2007년 어머니는 죽지 않는다
- 2009년 주문진

### 영화 제작
- 1972년 화분
- 1986년 태
- 1988년 제2의 성
- 1996년 유리

### 드라마 출연
1972년 KBS 드라마 꿈나무 (하명중 백윤식 한혜숙 김자옥 공동주연)
- 1982년 KBS1 TV문학관 잔인한 도시

## 수상 경력
- 1971년 제7회 백상예술대상 영화부문 남자 신인연기상(약속은 없었지만)
- 1971년 제8회 청룡영화상 특별상 신인연기부문
- 1973년 제19회 아시아태평양영화제 남우주연상(몸전체로 사랑을)
- 1974년 제10회 백상예술대상 영화부문 남자 최우수연기상(나와 나)
- 1975년 제14회 대종상 남우주연상(불꽃)
- 1977년 제23회 아시아태평양영화제 남우주연상(고교결전 자 지금부터야)
- 1978년 제17회 대종상 남우주연상(족보)
- 1983년 제22회 대종상 특별상 신인부문(감독)(엑스)
- 1985년 제5회 한국영화평론가협회상 남우주연상(땡볕)
- 1991년 제29회 대종상 각색상(혼자도는 바람개비)

## 가족 관계
형 : 하길종
아들 : 하상원 하준원